# Ángela García de la Puerta
Ángela García de la Puerta (Soria, 26 de diciembre de 1903- abril de 1992) fue la primera persona catedrática de Física y Química de Instituto en España.

## Biografía
Estudió bachillerato en su Soria natal, consiguiendo el premio extraordinario en la sección de Letras. Estudió más tarde en la Escuela Normal de Maestras, perteneciendo a la promoción de 1920-22. Continuó sus estudios y se licenció en Ciencias Químicas, obteniendo el premio extraordinario en el grado de Licenciado, obteniendo su titulación el 12 de marzo de 1927.
En la Universidad de Zaragoza se doctoró en Ciencias Químicas, pasando a trabajar primero como ayudante y auxiliar en la propia universidad y más tarde consiguió ser catedrática de instituto, con plaza en un Instituto de Ciudad Real. Fue la primera persona en ser catedrática de Física y Química de Instituto (oposición que ganó con el número uno 1928) y  la primera Doctora en Ciencias de la Universidad de Zaragoza, siendo el título de su tesis: Contribución al estudio de los potenciales de oxidación.
Estuvo en comisión de servicios en el recién creado Instituto Femenino de Madrid y más tarde, en 1932, consiguió un traslado por comisión de servicios al Instituto Miguel Servet de Zaragoza (donde trabajaría hasta su jubilación en el año 1973), siendo nombrada secretaria a propuesta del Claustro, desempeñando el cargo hasta 1936, año en el que el rector de la Universidad de Zaragoza la nombró directora del mismo, permaneciendo en el cargo hasta 1942. Así, Ángela García fue una de las primeras mujeres directoras de Instituto de España y la única del Instituto femenino Miguel Servet hasta el año 2000, fecha en la que fue elegida Marina Sanz.
Además de su trabajo como docente, Ángela también trabajó en los Laboratorios de Química Teórica y Electroquímica de la Facultad de Ciencias y en el Laboratorio de Electroquímica de la Escuela Industrial de Zaragoza entre 1926 y 1928. En 1930 y 1931 trabajó en el Laboratorio de Electroquímica de la Escuela Superior del Trabajo en Madrid y en 1932 gracias a  una beca JAE trabajó en la Technische Hochschule de Dresde.

## Reconocimientos
En 1928 sus compañeros de la Facultad de Químicas le rindieron un homenaje junto a Genara Vicenta Arnal Yarza. Y tras haber ganado la oposición a catedrática de instituto y convertirse en la primera mujer en lograrlo, la Diputación Provincial de Zaragoza le entregó la medalla de la corporación, Murió a los 89 años de edad.